# Parafia Ascension
Parafia Ascension (ang. Ascension Parish, fr. Paroisse de l'Ascension) – parafia cywilna w stanie Luizjana w Stanach Zjednoczonych. Obszar całkowity parafii obejmuje powierzchnię 302,79 mil2 (784,21 km²). Według danych z 2010 r. parafia miała 107 194 mieszkańców. Parafia powstała w 1807 roku, a jej nazwa pochodzi od kościoła pw. Wniebowstąpienia Pańskiego w Donaldsonville (ang. Ascension of Our Lord Church).

## Sąsiednie parafie
- Parafia East Baton Rouge (północ)
- Parafia Livingston (północny wschód)
- Parafia St. John the Baptist (wschód)
- Parafia St. James (południowy wschód)
- Parafia Assumption (południowy zachód)
- Parafia Iberville (zachód)

## Miasta
- Donaldsonville
- Gonzales
- Sorrento

## CDP
- Lemannville
- Prairieville